# Opel Grand Prix Rennwagen

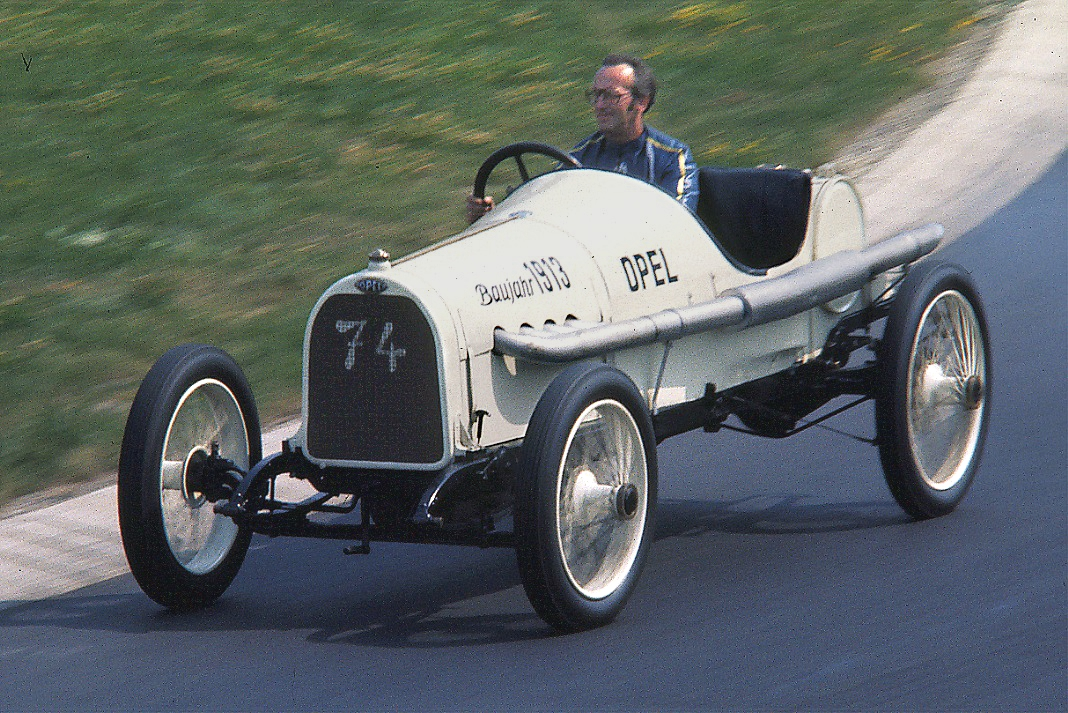
Einer der Opel Grand Prix Rennwagen 1976 in der Südkehre des Nürburgrings

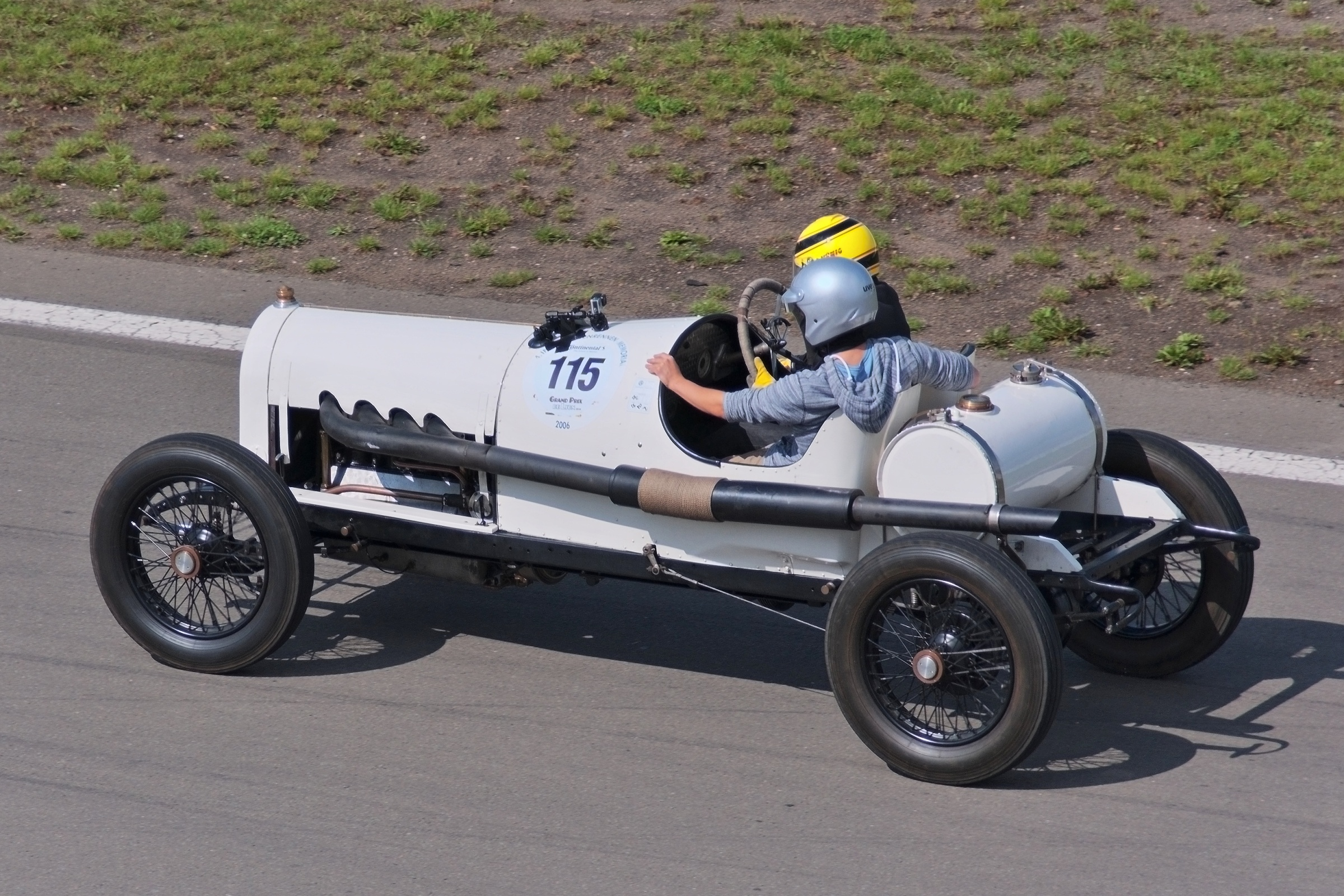
Rennwagen 2014 auf einer Demonstrationsfahrt

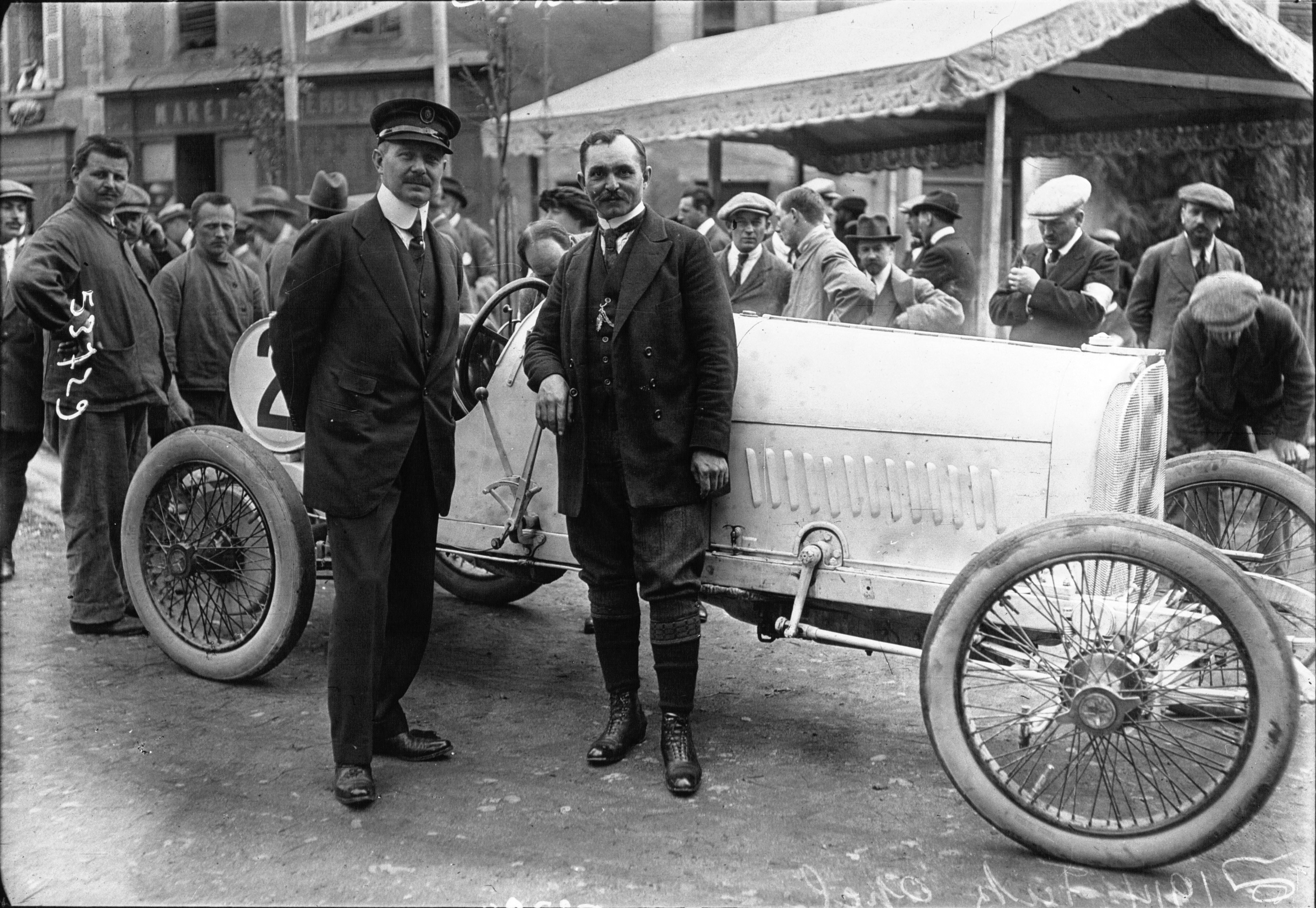
Friedrich Opel (l.) und Carl Jörns beim Großen Preis von Frankreich 1914 vor einem der Wagen

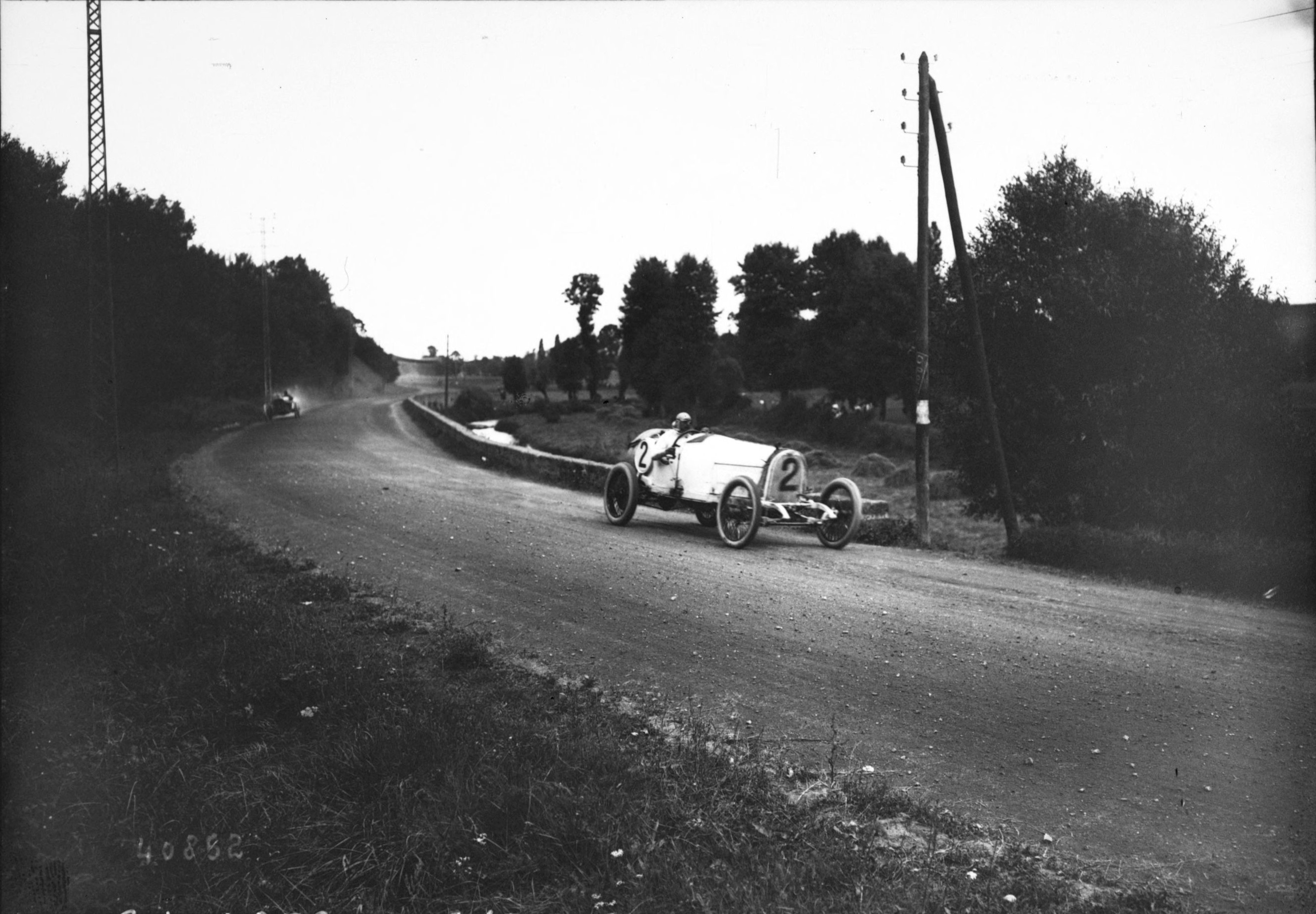
Jörns während des Rennens

Der Opel Grand Prix Rennwagen war ein Rennwagen, der vom deutschen Automobilhersteller Opel in den Jahren 1913 und 1914 eingesetzt wurde.

## Beschreibung
Der Grand-Prix-Rennwagen des Baujahres 1913 war der erste ausschließlich für Renneinsätze gebaute Opel. Er wurde speziell auf den Start beim Großen Preis von Frankreich, dem damals prestigeträchtigsten Automobilrennen der Welt, ausgelegt und bestand aufgrund des dort geforderten Maximalgewichtes von 1000 kg aus möglichst vielen Leichtbauteilen. Der Wagen hatte einen Vierzylinder-Reihenmotor mit obenliegender Nockenwelle, vier Ventilen pro Zylinder und 3970 cm³ Hubraum, der 110 PS (teilweise nennen Quellen auch 90 PS) leistete. Dieser Motor war das erste Opel-Aggregat mit vier Ventilen pro Zylinder.
Für die Rennsaison 1914 wurde der Hubraum auf 4500 cm³ vergrößert, wodurch die Leistung auf 132 PS stieg. Die 1913 noch ungebremste Vorderachse hatte nun Trommelbremsen.

## Renneinsätze
Der Grand-Prix-Rennwagen wurde 1913 beim Großen Preis von Frankreich auf dem Circuit de Picardie bei Amiens eingesetzt und von Carl Jörns gefahren. Jörns schied mit Motorschaden bereits in der Frühphase des Rennens aus.
Zum Großen Preis von Frankreich 1914 am Vorabend des Ersten Weltkrieges trat das Opel-Werksteam mit drei Fahrzeugen und den Fahrern Carl Jörns, Franz Breckheimer und Emil Erndtmann an. Während Erndtmann und Breckheimer in der neunten Runde des bei großer Hitze über 20 Umläufe und somit etwa 750 km führenden Rennens wegen Unfall bzw. Defekt ausschieden, wurde Jörns nach großer Aufholjagd Zehnter. Das Rennen, das im Nachhinein oft als der größte Grand Prix aller Zeiten bezeichnet wurde, endete mit einem Dreifachsieg der Mercedes-Fahrer Christian Lautenschlager, Louis Wagner und Otto Salzer.
Im August 1914 wurden zwei Fahrzeuge für ein Rennen auf der Brooklands-Bahn nach England verschifft. Das dritte war beim Grand Prix von Frankreich so stark beschädigt worden, dass es im Werk in Rüsselsheim repariert werden musste. Als die beiden Fahrzeuge in England ankamen, hatte das Deutsche Kaiserreich bereits seine Truppen mobilisiert. Die Opel-Mannschaft floh in die Heimat und die beiden Rennwagen wurden als Kriegsbeute beschlagnahmt. Die Fahrzeuge wurden später von englischen Fahrern eingesetzt und fuhren in den 1920er Jahren in Brooklands, Yorkshire und London mehrere Siege ein.

## Verbleib
Einer der Wagen wurde 1990 vom Opel-Händler Richard Wiens aus Billerbeck erworben. Ein weiterer, mutmaßlich das Einsatzfahrzeug von Carl Jörns, befand sich im Besitz des Engländers John Bentley. Das dritte Fahrzeug – das 1914 zur Reparatur im Werk verbliebene – ist bis heute Teil der historischen Sammlung der Adam Opel AG.
Im Jahr 2004 wurden die drei Fahrzeuge anlässlich des 100-jährigen Jubiläums des Gordon-Bennett-Cups in Bad Homburg vor der Höhe erstmals wieder vereint.
Vom 1. bis 3. Mai 2014 waren alle drei Wagen an der Jubiläumsfahrt zum Großen Preis von Frankreich 1914 in Brignais beteiligt.

## Technische Daten
| Kenngrößen                       | Daten                                                            |
| -------------------------------- | ---------------------------------------------------------------- |
| Jahr                             | 1913                                                             |
| Stückzahl                        | 3                                                                |
| Motor                            |                                                                  |
| Bauart                           | Vierzylinder-Viertakt-Reihenmotor                                |
| Zylinderkopf / Motorblock        | Querstromzylinderkopf aus Gusseisen, Kurbelgehäuse aus Aluminium |
| Hubraum                          | 3970 cm³                                                         |
| Bohrung × Hub                    | 90 × 156 mm                                                      |
| Leistung                         | 110 PS                                                           |
| Ventilsteuerung                  | eine obenliegende Nockenwelle, Königswelle mit Kegeltrieb        |
| Anzahl der Ventile               | je zwei Ansaug- und Auslassventile pro Zylinder                  |
| Schmierung                       | Ölsumpf                                                          |
| Gemischbildung                   | Opel-Vergaser mit Zusatz-Luftventilen                            |
| Kühlung                          | Wasserkühlung mit Zentrifugalpumpe und Ventilator                |
| Zündung / Bordspannung           | magnetelektrische Hochspannungszündung                           |
| Kraftübertragung                 |                                                                  |
| Kupplung, Bauart                 | Lederkonuskupplung und Kupplungsgelenk                           |
| Getriebe, Bauart, Gänge          | unsynchronisiertes 4-Gang-Getriebe                               |
| Schaltung                        | außenliegende Kulissenschaltung                                  |
| Radantrieb, Bauart               | Hinterradantrieb, Kardanwelle                                    |
| Karosserie / Fahrwerk            |                                                                  |
| Aufbau                           | Zweisitzer, Rennwagenkarosserie                                  |
| Aufbau- / Chassis-Konstruktion   | U-förmige Längsträger, Holz- / Stahlaufbau                       |
| Vorderradaufhängung              | Starrachse, I-förmig geschmiedet                                 |
| Vorderradfederung / -dämpfung    | 3/4-Elliptikfedern                                               |
| Hinterradaufhängung              | Starrachse                                                       |
| Hinterradfederung / -dämpfung    | 3/4-Elliptikfedern                                               |
| Räder, Bauart                    | Rudge-Whitworth-Drahtspeichenräder                               |
| Reifen, Dimension                | 8.20 × 1.20                                                      |
| Lenkung / Bremsen                |                                                                  |
| Lenkung, Bauart                  | Schneckensegmentlenkung                                          |
| Fußbremse                        | Innenbackenbremse, auf das Getriebe                              |
| Hinterradbremse                  | Innenbackenbremse                                                |
| Handbremse                       | auf die Hinterräder                                              |
| Maße / Gewichte / Fahrleistungen |                                                                  |
| Länge / Breite / Höhe            | 4000 × 1650 × 1290 mm                                            |
| Radstand                         | 2850 mm                                                          |
| Spurweite vorn / hinten          | 1330 / 1300 mm                                                   |
| Leergewicht                      | 1000 kg                                                          |
| Tankinhalt                       | 90 l                                                             |
| Höchstgeschwindigkeit            | ca. 170 km/h                                                     |